# Nikolai Wladimirowitsch Feklenko
Nikolai Wladimirowitsch Feklenko (russisch: Николай Владимирович Фекленко, * 12. Dezember 1901 im Dorf Tifinka, Ujesd Tambow; † 12. Oktober 1951 in Moskau) war ein sowjetischer Armeeführer im Zweiten Weltkrieg, zuletzt Generalleutnant der Panzertruppen (1943).

## Leben

### In der Roten Armee
Er trat im August 1918 in die Rote Armee ein. Während des Russischen Bürgerkriegs kämpfte er ab September 1919 im 5. Kavallerie-Regiments zur Bekämpfung von Aufständischen in der Provinz Woronesch. Ab Mai 1920 war stellvertretender Kommandeur einer Staffel in der gleichen Reiterschwadron und ab Juni 1920 war er Adjutant des Führers des 5. Kavallerie-Regiment, welches an der West- und Südfront eingesetzt wurde. Im Jahr 1922 absolvierte er die Kurse für politische Kommandeure in Stavropol. Seit März 1922 war er politischer Chef in der Ausbildungsstaffel des 5. Kavallerie-Regiments. Im Jahr 1925 absolvierte er eine militärpolitische Schule und übernahm im Mai 1925 des gleichen Jahres die Führung einer Schwadron im 25. Kavallerie-Regiment. Im Jahr 1928 absolvierte er die Auffrischungskurse für Kavallerie-Kommandeure und wurde dann zum Chef der Regiments-Schule des 27. Kavallerie-Regiments ernannt. Ab Dezember 1931 war er Adjutant beim Kommandanten des 26. Kavallerie-Regiments und ab Juni 1932 in der gleichen Position beim 5. mechanisierten Regiment der 5. Kavallerie-Division.
Im Jahr 1933 absolvierte er die Militärakademie für Mechanisierung der Roten Armee. Am 27. Februar 1936 wurde er zum Oberst befördert. Seit Juni 1937 diente er im 57. besonderen Schützenkorps in der Mongolei: zunächst als Kommandeur der 7. mechanisierten Brigade, ab Dezember 1937 als Kommandeur der unabhängigen 32. Panzerbrigade und ab September 1938 als Kommandeur des 57. Schützenkorps. Am 16. August 1938 war er zum Brigadekommandeur ernannt worden und am 10. September des gleichen Jahres folgte die Rangerhöhung zum Divisionskommandeur. Er befehligte das Korps in der Anfangsphase der Schlacht am Chalchin Gol (Mai 1939), wurde aber am 6. Juni 1939 nach einem Bericht von G. K. Schukow von seinem Posten entfernt, weil er während der Kämpfe die Kontrolle über die Situation verloren hatte. Er stand dann mehrere Monate dem Volksverteidigungskommissar der UdSSR zur Verfügung und wurde erst nach Beginn des Zweiten Weltkrieges im November 1939 zum Kommandeur der 14. Panzerbrigade ernannt. Am 4. Juni 1940 wurde er zum Generalmajor der Panzertruppen befördert und zum Kommandeur der 15. Panzerdivision ernannt. Seit dem 11. März 1941 war er Kommandeur des 19. mechanisierten Korps im Militärbezirk Kiew. Auf dem 18. Parteitag der KPdSU (März 1939) wurde er zum Kandidaten des Zentralkomitees der KPdSU gewählt. Durch die Resolution der XVIII. Konferenz der KPdSU (im Februar 1941) wurde er aber wieder aus der Liste der Kandidaten für das Zentralkomitee gestrichen.

### Im Zweiten Weltkrieg
Zu Beginn des Vaterländischen Krieges kommandierte er das 19. mechanisierte Korps bei der Südwestfront, das in der Panzerschlacht bei Dubno-Luzk-Riwne schwere Verluste erlitt. Vom 15. August bis 20. September 1941 war er der Kommandeur der 38. Armee dieser Front, war aber während der Kesselschlacht von Kiew nicht in der Lage, seine Aufgaben erfolgreich zu erfüllen. Im November 1941 diente er vorübergehend als Kommandeur des Charkower Militärbezirks. Von November bis Dezember 1941 befehligte er die Truppen im Militärbezirk von Stalingrad. Seit Januar 1942 war er stellvertretender Befehlshaber der Südfront. Seit Mai 1942 stellvertretender Direktor des Hauptamtes der Panzertruppen der Roten Armee. Im Juni 1942 übernahm er das Kommando über das 17. Panzerkorps, welches als Teil der operativen Gruppe der Brjansker Front an der Verteidigung von Woronesch teilnahm. Seit Juli 1942 war er Leiter des Panzerzentrums Stalingrad und ab August 1942 Kommandeur des Panzer- und Traktoren-Depots am unteren Don-Abschnitt. Ab Januar 1943 wurde er Kommandeur des Panzerreserve-Truppenlagers in Tula. Am 27. Juli 1943 wurde er zum Kommandeur der gepanzerten und mechanisierten Truppen der Steppenfront ernannt und seit Dezember 1943 fungierte er als Leiter der Hauptdirektion für die Ausbildung und Kampftraining der gepanzerten und mechanisierten Truppen der Roten Armee. Am 5. November 1943 wurde er zum Generalleutnant der Panzertruppen ernannt.

### Nachkriegszeit
Feklenko verblieb nach dem Krieg bis zum Mai 146 in seiner letzten Position als Ausbilder für die Panzertruppe tätig. Seit September 1946 war er Kommandeur der Panzer- und der mechanisierten Truppen des Militärbezirks von Belarus. Seit April 1948 absolvierte er höhere technische Führungskurse an der Woroschilow-Militärakademie. Im Februar 1949 wurde er zum Kommandeur der gepanzerten und mechanisierten Streitkräfte des Militärbezirks Karpaten ernannt und stand seit Oktober 1950 dem Kommandanten der gepanzerten und mechanisierten Truppen zur Verfügung. Im Juli 1951 wurde er krankheitsbedingt verabschiedet. Am 12. Oktober desselben Jahres starb er in Moskau und wurde auf dem Wwedenskoje-Friedhof beigesetzt.
Auszeichnungen
- 2 Leninorden (16. August 1936, 21. Februar 1945)
- 5 Rotbannerorden (26. Juni 1940, 22. Juli 1941, 24. Juni 1943, 3. November 1944, 11. Juni 1947)
- Kutusoworden, 1. Klasse (27. September 1944)